# George William von Zedlitz
George William Edward Ernest von Zedlitz (* 10. März 1871 in Hermannswaldau, Provinz Schlesien, Preußen; † 23. Mai 1949 in Lower Hutt, Neuseeland) war neuseeländischer Professor deutsch-britischer Abstammung und später Mitglied des Senats der University of New Zealand.

## Leben und Wirken

### Preußen
George William Edward Ernest von Zedlitz wurde am 10. März 1871 als Sohn der Eheleute Mary Bethia, geb. Woolf und dem Baron Sigismund von Zedlitz und Neukirch geboren. Seine Mutter stammte aus dem Vereinigten Königreich. Sein Vater war Leutnant der preußischen Armee und Nachfahre einer schlesischen Adelsfamilie. Zedlitz war einziges Kind der Familie und vier Jahre alt, als sich seine Mutter von seinem Vater trennte. Seinen Vater sah er nach der Trennung nie wieder. Zedlitz erhielt seine Schulbildung bis zu seinem 14. Lebensjahr in Deutschland, gefolgt von einem 3-jährigen Schulbesuch einer französischen Schule. Danach zog seine Mutter mit ihm nach England.

### Vereinigtes Königreich
Bereits siebzehn, besuchte er in England für drei Jahre das Wellington College in Berkshire, gefolgt von vier Jahren auf dem Trinity College in Oxford. Im Juli 1893 begann er in Oxford das Studium der Klassische Altertumswissenschaft, Literis Humanioribus dort genannt. Während des Studiums, welches er mit dem Master of Arts abschloss, unterrichtete er für einige Jahre an einer sogenannten Preparatory School, einer Schule, die Schüler im Alter von sieben bis dreizehn Jahre aufnahm um sie später auf den Wechsel zu einem College vorzubereiten. Nach dem Abschluss des Studiums unterrichtete er von 1896 bis 1901 als Assistent des Schulleiters Griechisch und Latein an dem Internat Loretto School in Musselburgh, East Lothian, Schottland und hielt Prüfungen in modernen Sprachen an dem Wellington College ab, an dem er mal Schüler gewesen war.
Zu dieser Zeit war Zedlitz neben den Altertumssprachen Lateinisch und Griechisch als Experte für Englisch, Deutsch, Französisch und Italienisch bekannt und besaß zudem Kenntnisse in der spanischen Literatur. Unter anderem wurde ihm nachgesagt ein exzellenter Redner zu sein.

### Neuseeland
Am 19. Dezember 1901 gab die Evening Post in Wellington bekannt, dass das Victoria College in Wellington Zedlitz als Professor für moderne Sprachen für ein Jahresgehalt von 500 Pfund Sterling gewonnen hatte. Zedlitz erreichte Neuseeland am 22. März 1902 und nahm seine Lehrtätigkeit als Professor sofort nach Ankunft auf. Drei Jahre später heiratete er am 4. Januar 1905 Alice Maud Fitzherbert, älteste Tochter des Bürgermeisters von Lower Hutt, William Alfred Fitzherbert. Aus ihrer Ehe gingen drei Kinder hervor. Die Familie lebte in Hutt Valley.
In den Jahren von 1912 bis 1914 war Zedlitz zum offiziellen Übersetzer der neuseeländischen Regierung bestellt. Er verlor dieses Vertrauen mit Beginn des Ersten Weltkriegs.
Mit der Kriegserklärung Deutschlands am 1. August 1914 gegen Russland bot sich Zedlitz dem deutschen Konsulat in Wellington als Rotkreuzhelfer an. Nach Kriegseintritt Großbritanniens und seiner Kriegserklärung am 4. August 1914 gegen Deutschland wurde ihm sein Engagement für Deutschland verübelt. Obwohl er sein Angebot an das Konsulat wieder zurückgezogen und seine Loyalität gegenüber Großbritannien und Neuseeland bekundet hatte, versuchte ihn die Regierung von der Universität zu entfernen. Eine Verleumdungskampagne begann, die ihn sogar zum Spion der deutschen kaiserlichen Marine machen wollte. Der College Council des Victoria College widersetzte sich der Regierungsanordnung und stellte sich hinter Zedlitz. Doch nachdem die Regierung im Oktober 1915 den Alien Enemy Teachers Act erließ, verlor Zedlitz seine Professur. Nach Ende des Ersten Weltkriegs blieb ihm die Unterstützung, wieder in sein Amt zu kommen durch den Verwaltungsrat des College, dessen Zusammensetzung sich zwischenzeitlich geändert hatte, verwehrt.
1920 beteiligte sich Zedlitz an der Gründung und dem Aufbau der University Tutorial School, dessen Leiter er bis ein paar Jahre vor seinem Tod war. Er wurde Lehrer in der Erwachsenenbildung und engagierte sich als Rundfunksprecher. 1936 ernannte ihn das Victoria College zum emeritierten Professor, eine späte Ehrung für seine erbrachte Leistung. Im selben Jahr wurde er in den Senat der University of New Zealand gewählt.
Georg William von Zedlitz starb am 23. Mai 1949 im Krankenhaus von Lower Hutt. Ihm zu Ehren wurde das Gebäude auf dem Kelburn Campus der Victoria University of Wellington, in dem sich das Language Learning Centre (LLC) befindet, in von Zedlitz Building benannt.

## Werke
- George William Von Zedlitz: The Search for a Country – The autobiography of G. W. von Zedlitz. Hrsg.: David Oswald William Hall. Paul's Book Arcade, Hamilton 1963 (englisch).